# NGC 5794
NGC 5794 (również PGC 53378 lub UGC 9610) – galaktyka spiralna (S), znajdująca się w gwiazdozbiorze Wolarza. Odkrył ją John Herschel 13 maja 1830 roku.